# Hedda Østberg Amundsen
Pour les articles homonymes, voir Amundsen.
Hedda Østberg Amundsen, née le 18 septembre 1998, est une fondeuse norvégienne. 

## Biographie
Sœur jumelle de Harald Østberg Amundsen, Amundsen prend part à ses premières compétitions nationales junior en 2015, pour obtenir son premier podium en décembre 2017 et sa première victoire quelques semaines plus tard. Elle fait ses débuts avec l'équipe nationale, à l'occasion des Championnats du monde junior 2018 à Goms, où elle se classe neuvième du cinq kilomètres classique et onzième du skiathlon.
Elle fait ses débuts en Coupe du monde en décembre 2018 à Beitostølen, courant le quinze kilomètres libre. Le même mois, elle commence à prendre part à la Coupe de Scandinavie, où elle termine dans le top dix à Östersund. Au mois de mars, elle dispute le trente kilomètres classique de Holmenkollen et finit 18e, ce qui lui vaut des points pour le classement général de Coupe du monde.
Lors de l'hiver 2019-2020, elle est présente sur une étape de Coupe du monde à Nové Město (35e et 27e), puis décroche sa première médaille internationale aux Championnats du monde des moins de 23 ans, à Oberwiesenthal, où elle remporte l'or sur le relais, alors qu'elle est neuvième du dix kilomètres classique et septième du quinze kilomètres libre.
Pour commencer la saison 2020-2021 de Coupe du monde, elle enregistre sa meilleure performance à ce niveau avec une 14e place sur le sprint sur le Nordic Opening, course à étapes dont elle finit 23e. Aux Championnats du monde des moins de 23 ans à Vuokatti, elle conserve son titre avec le relais, ajoutant une médaille de bronze sur dix kilomètres à son palmarès.

## Palmarès

### Coupe du monde
- Meilleur classement général : 59e en 2021.
- Meilleur résultat individuel : 14e.

#### Classements en Coupe du monde
| Saison / Épreuve | Général | Général | Distance | Distance | Sprint | Sprint | Nordic Opening depuis 2011 | Tour de ski depuis 2007 | Finales depuis 2008 |
| ---------------- | ------- | ------- | -------- | -------- | ------ | ------ | -------------------------- | ----------------------- | ------------------- |
| Saison / Épreuve | Place   | Points  | Place    | Points   | Place  | Points | Nordic Opening depuis 2011 | Tour de ski depuis 2007 | Finales depuis 2008 |
| 2019             | 90e     | 1       | 66e      | 13       | -      | -      | —                          | —                       | —                   |
| 2020             | 112e    | 4       | 78e      | 4        | -      | -      | -                          | -                       | -                   |
| 2021             | 59e     | 51      | 57e      | 17       | 53e    | 18     | 23e                        | -                       | -                   |

### Championnats du monde des moins de 23 ans
- Oberwiesenthal 2020 :
  -  Médaille d'or du relais.
- Vuokatti 2021 :
  -  Médaille d'or du relais.
  -  Médaille de bronze du dix kilomètres libre.

### Coupe de Scandinavie
- 1 podium.